# Le Mesnil-Eudes
Le Mesnil-Eudes é uma comuna francesa na região administrativa da Normandia, no departamento Calvados. Estende-se por uma área de 8,47 km². Em 2010 a comuna tinha 266 habitantes (densidade: 31,4 hab./km²).